# Gelada
Gelada (Theropithecus gelada) är en markattartad apa som är endemisk för bergsområden i Etiopien. Den är social och håller ofta samman i stora flockar, som ibland kan innehålla så många som 500 individer. Den påminner om babianerna i utseende, men tillhör det egna släktet Theropithecus. Geladan är den sista medlemmen av en större grupp av primater som hade gräs som huvudföda.

## Systematik och utbredning

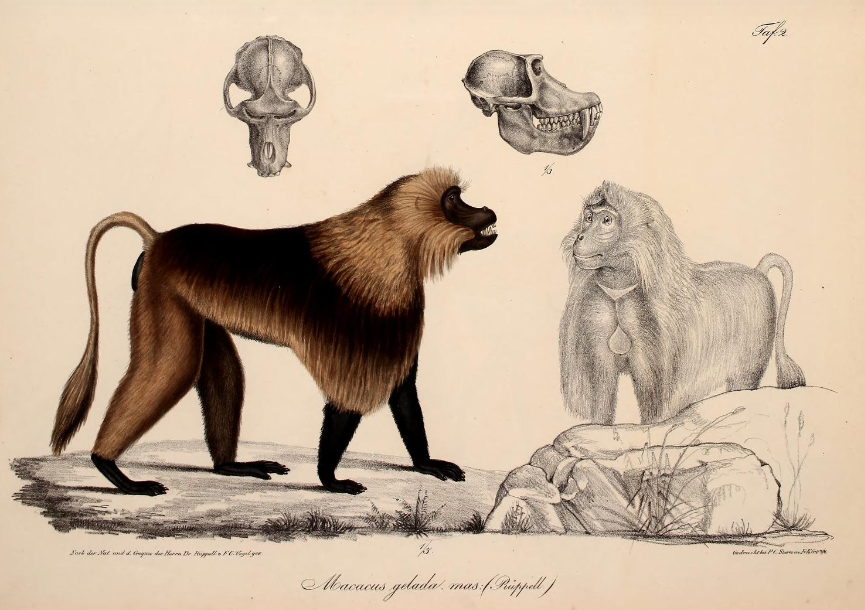
En teckning tillhörande Eduard Rüppells vetenskapliga beskrivning av arten.

Geladans förekommer enbart på det etiopiska höglandet, vanligtvis på 2000 till 5000 meter över havet, och flest flockar lever i Simenbergens nationalpark.
Sedan 1979 placeras geladan vanligen i det egna släktet Theropithecus, även om vissa genetiska studier tyder på att den borde placeras i släktet babianer. Andra studier indikerar istället att den genetiska skillnaden mellan geladan och babianerna är ännu större.
Geladan är idag den enda arten av släktet Theropithecus men flera utdöda arter finns beskrivna utifrån fossil. Bland dessa kan nämnas T. brumpti och T. darti samt T. oswaldi, som tidigare placerades i släktet Simopithecus. Släktet Theropithecus var tidigare inte heller begränsat till Etiopien utan fossil har återfunnits i södra Europa, Marocko, östra Afrika och Sydafrika.
Tidigare har två underarter beskrivits:
- Theropithecus gelada gelada - med en nordvästlig utbredning och den form som förekommer i Simenbergens nationalpark.[9]
- Theropithecus gelada obscurus ("Östlig gelada") - med en sydöstlig utbredning.[10]

Sentida studier visar dock att uppdelningen i två underarter är felaktig. Istället består arten av tre underarter, där obscurus är den underart som förekommer i de centrala och södra delarna av det västra utbredningsområdet, det vill säga i ett område som sträcker ut sig söder om Tanasjön och öster om floden Takkazzé. Det nordvästra utbredningsområdet, som omfattar underarten gelada, sträcker ut sig norr om Tanasjön och väster om floden Takkazzé. Den östligaste populationen omfattar en hittills obeskriven underart.

## Utseende
Kroppslängden hos hanarna är mellan 69 och 74 centimeter och hos honorna mellan 50 och 65 centimeter. Hanens svans är mellan 46 och 50 centimeter lång och honans mellan 32,5 och 41 centimeter. Vikten är upp till 20 kilogram för hanen och 12 till 16 kilogram för honan.
Pälsen har allmänt en brun färg och svansen avslutas med en yvig tofs. Hanen har en man av långa hår på skuldran och även håren kring ansiktet är längre än hos honan. Det mörka ansiktet saknar nästan hår och har bleka ögonlock. Nosen är kortare än hos babianer och påminner lite mer om schimpansens ansikte. De främre extremiteterna är ofta mörkare än den övriga kroppen. Till skillnad från många andra apor ändrar inte området kring genitalierna färg när individen är parningsberedd, utan istället har den en hudfläck på bröstet som blir röd. Hos parningsberedda honor bildas ett band av vätskefyllda blåsor på bröstfläcken. Detta är en anpassning utifrån dess vana att sitta på marken, vilket medför att regionen kring genitalierna inte vanligtvis är synliga. Trots detta har geladan väl utvecklade hudvalkar vid stjärten.
På marken rör sig geladan på alla fyra fötterna och den klättrar nästan aldrig i träd.
Geladan har flera anpassningar till livet på marken och till födan, som främst består av gräs. Fingrarna är små och robusta för att dra upp gräs och de smala, små framtänderna är bra för att tugga gräset.

## Ekologi
Geladan födosöker på gräsmark och under natten söker den vanligen skydd bland klippor. På gräsmark finns få träd, men buskar och täta snår. Höglandet är svalare och mindre torrt än det angränsande låglandet.

### Socialt beteende
Geladan bildar flockar som vanligen består av en till fyra vuxna hanar, flera vuxna honor (vanligen upp till 12) och deras ungar. Flocken har inget fast revir och antalet grupper i en region beror på födotillgången. Under torrperioden samlar sig flera flockar och bildar tillfälliga stora hjordar. Dessa hjordar kan omfatta över 500-600 individer. Hanar som just har blivit könsmogna skapar dessutom ungkarlsgrupper. Innan dess stannar hanarna vanligen fyra till fem år i den blandade flocken. Hos honor i blandade grupper finns en hierarki och de fortsätter att hålla ihop även om den dominanta hanen dör. Honor med en högre rang i flocken parar sig allmänt oftare och har fler ungar än honor med lägre rang. Vanligen har en hona bara sociala aktiviteter med sina ungar och högst tre andra honor i flocken. Dessa vuxna honor har allmänt en liknande status inom hierarkin. Inom blandade flockar är aggressioner sällsynta och fientligheter förekommer främst mot medlemmar från andra flockar. Oftast startar honorna dessa konflikter, men hanar och honor från båda sidor anslutar sig när stridigheterna eskalerar.
Ungkarlsgruppen består ofta av cirka åtta medlemmar och ibland ingår även en äldre hane. Vanligen stannar hanarna två till fyra år i ungkarlsgruppen innan de söker kontakt med en blandad flock. Hanar i unkarlsgrupper är ofta aggressiva mot andra ungkarlsgrupper och blandade flockar men inom ungkarlsgruppen är aggressiviteten låg.
Den traditionella forskningen utgick ifrån tesen att nästan alla hanar söker flockar med främmande honor, men många hanar återvänder till sin ursprungliga flock och fortplantar sig där. Trots detta skapar flera hanar nya blandade grupper. För att etablera en egen flock kan en ung hane försöka få kontakt med honor som tillfälligt har lämnat sin grupp, eller utmana en dominant hane. Den kan även följa med en blandad flock som underordnad hane och senare ta med några honor och etablera en egen flock. Om den blandade flocken har fler än en hane fortplantar sig bara alfahanen. Däremot kan honorna i flocken bestämma hur kraftig hanens dominans är. När en ny hane tar över en flock genom att störta den ursprungliga alfahanen väljer honorna att stödja eller motsätta sig de nya förhållandena. En accepterad hane håller kontakten med honorna genom pälsvård och andra sociala aktiviteter och inte genom tvång som ofta förekommer hos mantelbabianen. Ofta är det bara en eller några få honor som är hanens huvudpartner. Ibland lägger en enda hona beslag på hanen. Även när hanen försöker interagera med andra honor reagerar de oftast inte.
Grupperna förflyttar sig bara 500 meter till 2 kilometer per dag.
För kommunikation har de läten, kroppsspråk och olika ansiktsuttryck. De visar till exempel hot genom att dra läpparna mot näsborrarna, så att tänderna och tandköttet blir synliga. Det sociala banden stärks också när individer av samma kön plockar parasiter från varandras päls. Individerna är mest sociala på morgonen, innan de söker efter föda, samt på kvällen innan de vandrar till sina sovplatser.

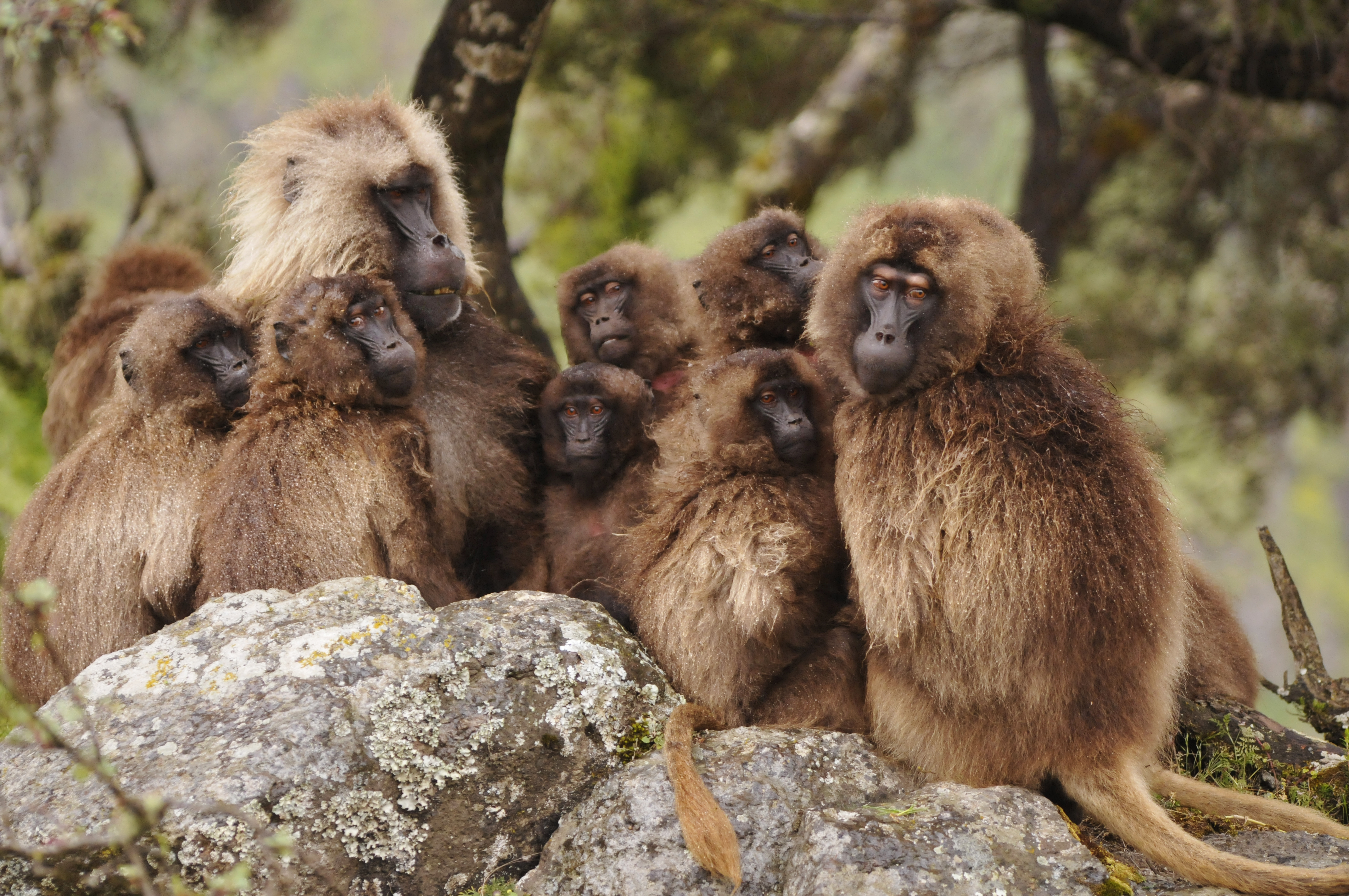
Blandad flock.
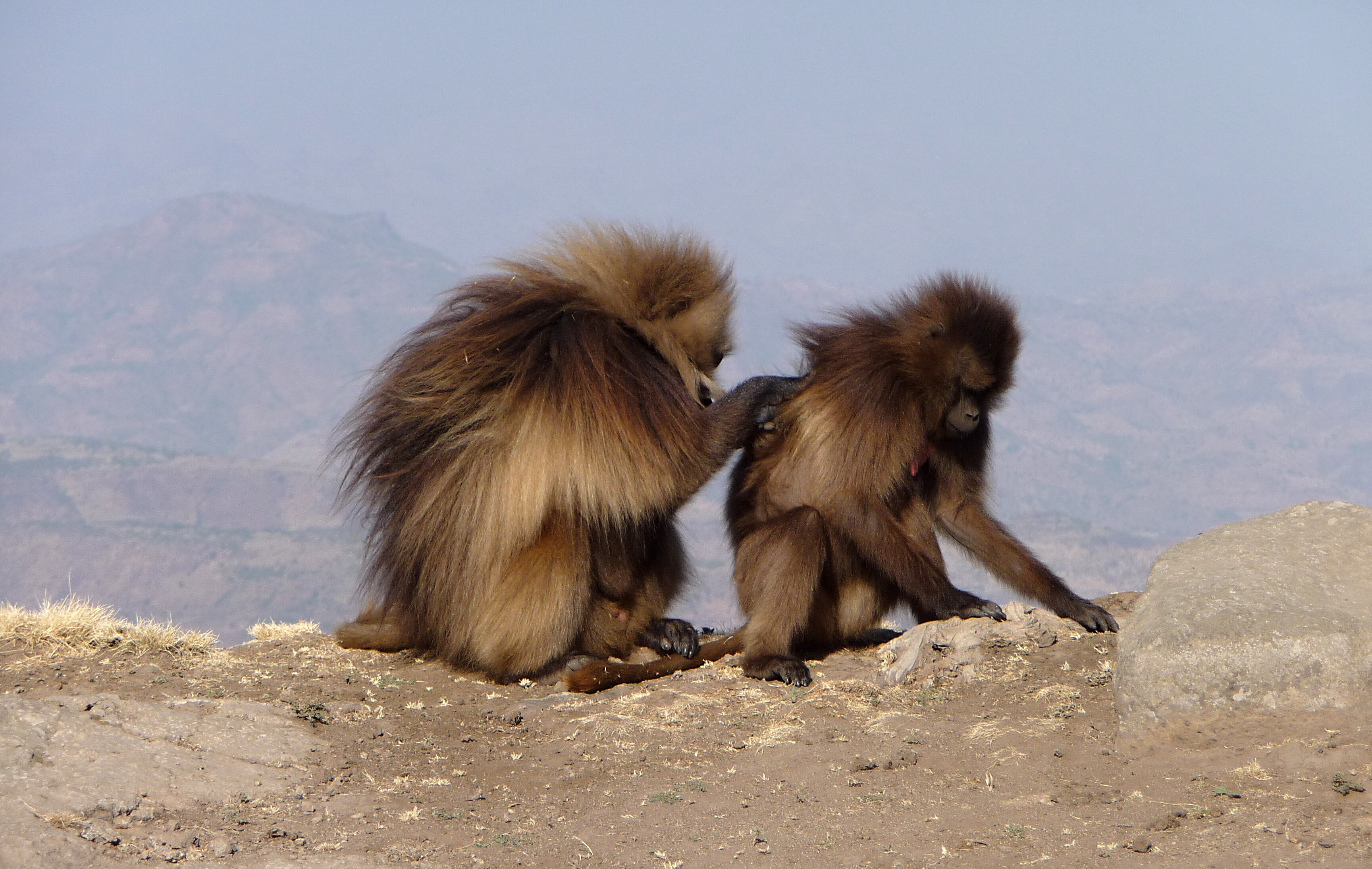
Hane som plockar parasiter från honans päls.
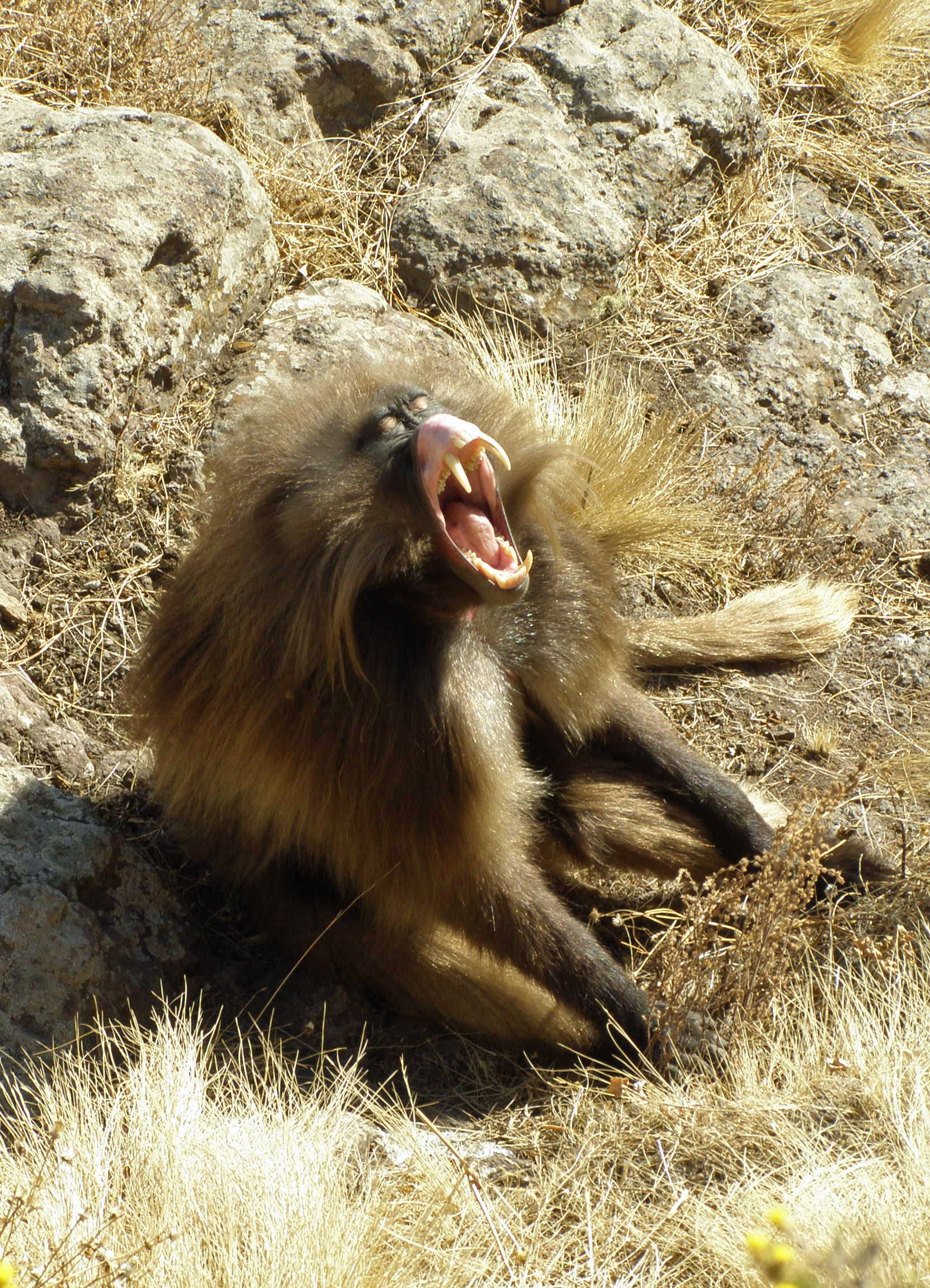
Aggressiv hane.
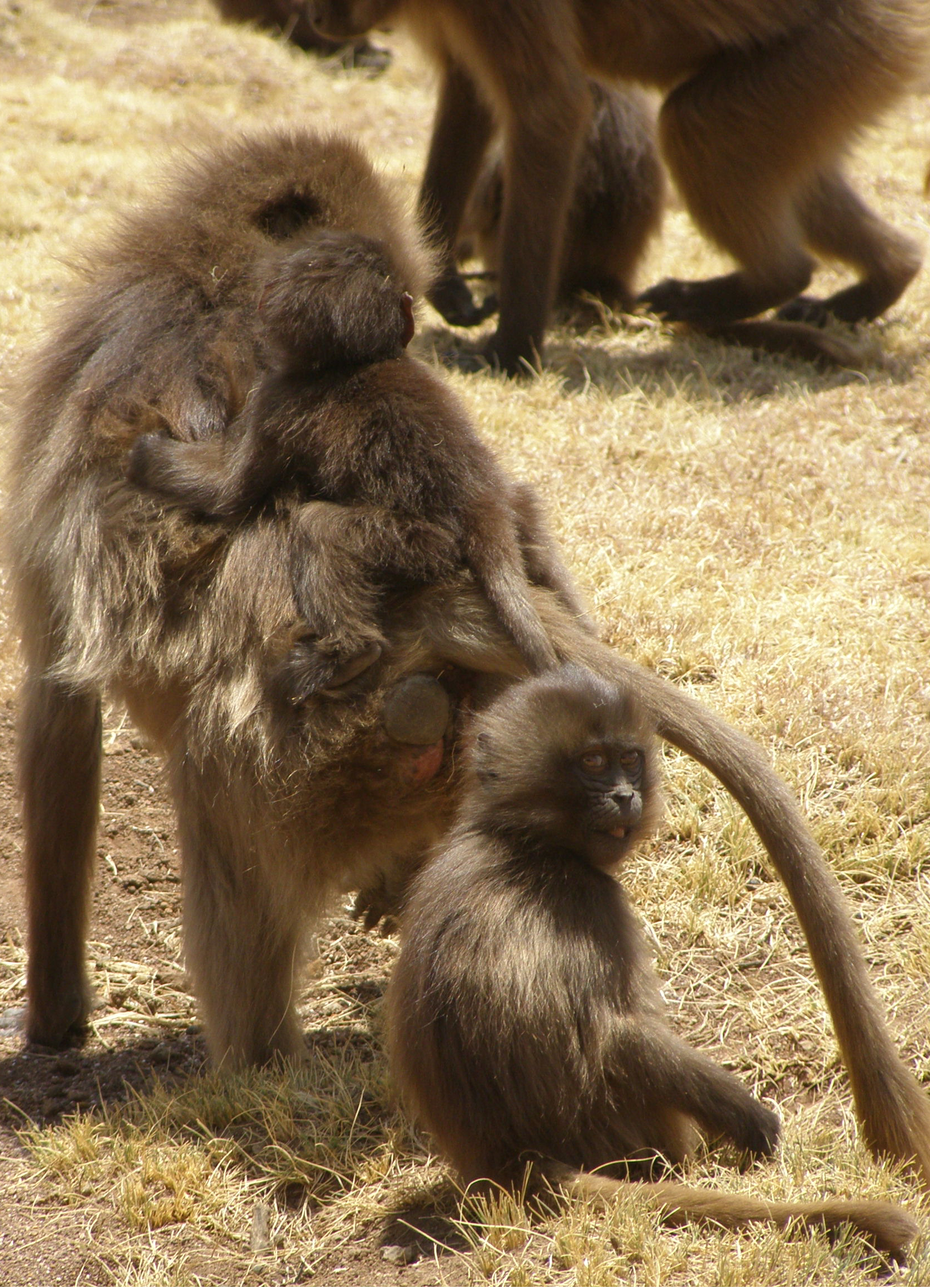
Hona med unge.
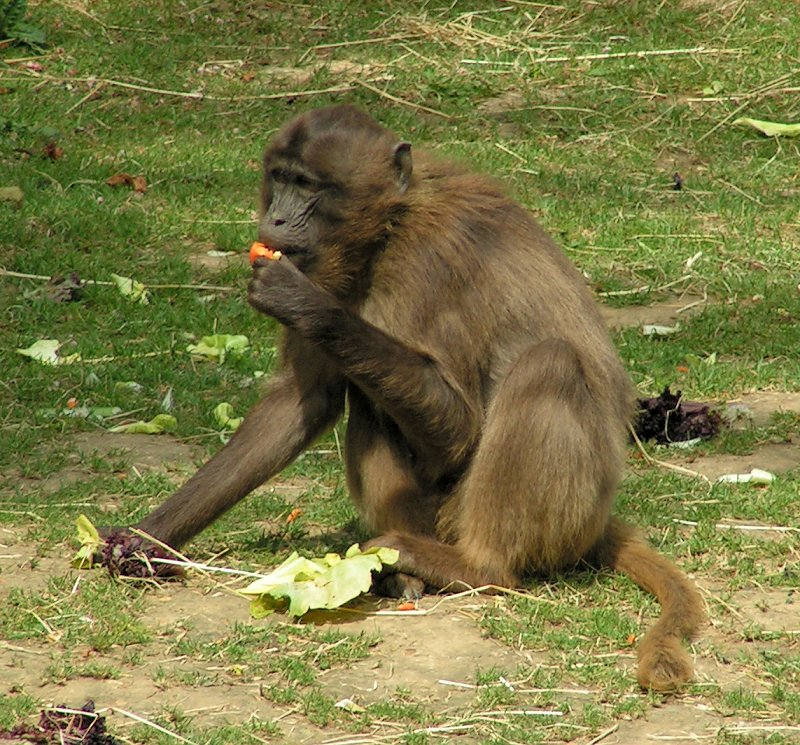
Sittande hona.

### Fortplantning

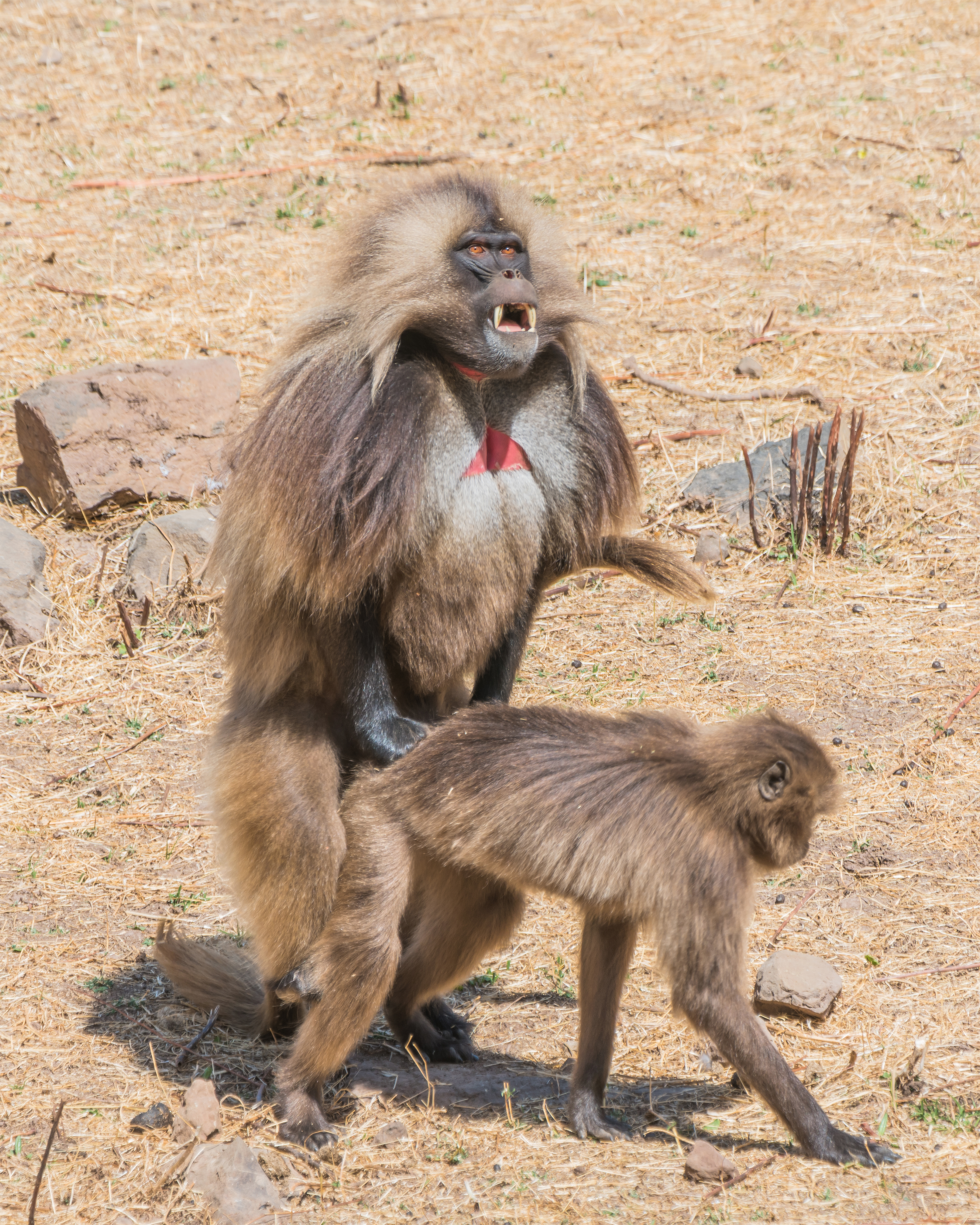

Parning kan ske året om men de flesta ungarna föds under regnperioden. Parningsberedda honor riktar sin bakdel mot hanen, höjer den och flyttar svansen åt sidan. Dessutom har honor läten som visar att de är brunstiga. Hanen kommer sedan närmare honan och inspekterar bröstet och genitalierna. En hona kan kopulara fem gånger per dag, oftast vid middagstid.
Dräktigheten varar mellan 147 och 192 dagar (5-6 månader) och honan föder alltid bara en unge åt gången. Födelsen sker allmänt under natten. En nyfödd gelada har ett rött ansikte, slutna ögon och är täckt av svarta hår. Den genomsnittliga födelsevikten är 464 g. Honor som just har född en unge stannar vanligen lite avsides sin flock. Andra honor visar ofta intresse och kidnappar ibland ungar. Ungen håller sig fast vid moderns buk de första fem veckorna och klättrar sedan upp på hennes rygg. Efter cirka fem månader rör sig ungen självständigt inom flocken. En av de underordnade hanarna från flocken kan hjälpa till vid ungens uppfostran efter ungefär sex månader. Honan får vanligtvis en kull vart tredje år och ungen diar vanligen 12 till 18 månader. Könsmognaden infaller för honor efter fyra till fem år, hanar blir först könsmogna vid fem till sju år. I naturen kan den leva i ungefär 20 år och i djurparker 30 år.

### Föda
Geladan äter mest gräs, samt en del frukt, löv, blommor, insekter och små däggdjur. Gräs utgör allmänt 90 procent av födan. Individerna äter såväl bladen som frön av gräset. Om båda är tillgängliga äter djuret helst frön.

## Status och hot
I Etiopien användes tidigare hanens man för ceremoniella ändamål. I jordbruksbygder dödas ibland gelador när de hämtar föda från jordbruksmark, och betande tamboskap konkurrerar i vissa områden om födan. Under senare delen av 1900-talet fångades flera individer som försöksdjur. Populationen minskar, men IUCN listar fortfarande arten som livskraftig (LC). Dock listas underarten T. g. gelada som sårbar (VU), eftersom dess utbredningsområde är fragmeterat och lämpliga habitat minskar på grund av utvidgat jordbruk i området.